# Martin Denny
Martin Denny (New York, 10 april 1911 – Honolulu, 2 maart 2005) was een Amerikaanse jazz-pianist. Hij wordt de vader van exotica genoemd.

## Carrière

### Beginjaren
Denny studeerde klassieke piano en toerde al op jonge leeftijd door Zuid-Amerika met het Don Dean Orchestra, vierenhalf jaar lang. Hier raakte hij gefascineerd door latin-ritmes. Hij verzamelde etnische instrumenten uit alle hoeken van de wereld die hij gebruikte bij zijn optredens. Na zijn diensttijd tijdens de Tweede Wereldoorlog studeerde hij in Los Angeles aan het Los Angeles Conservatory of Music piano en compositie (onder Wesley LaViolette) en orkestratie (onder Arthur Lange). Later studeerde hij ook aan University of Southern California.

### Exotica
In 1954 werkte Denny twee weken in Honolulu, op uitnodiging van Don the Beachcomber. In 1955 richtte hij hier zijn eigen groep op met onder meer Arthur Lyman (later vervangen door Julius Wechter). Met deze band maakte hij met de door hem verzamelde instrumenten exotische achtergrondmuziek die een mix was van allerlei etnische stijlen. De nummers die hij speelde waren onder meer covers van Les Baxter. Het exotische geluid werd compleet toen hij er zelfgemaakte vogelgeluiden en het geluid van brulkikkers aan toevoegde. In 1959 had hij met zijn jungle-interpretatie van Baxters "Quiet Village" een grote hit te pakken: het haalde de top tien in de verschillende Amerikaanse poplijsten (nr. 2 bij Billboard) en de top 20 in de r&b-hitlijst. In 1964 zou hij er een bossanovaversie van opnemen en in 1969 een versie met een Moog-synthesizer. Al deze singles kwamen uit op het label Liberty Records, net zoals zijn eerste album Exotica (1957), dat de eerste plaats haalde. Denny was in die jaren erg succesvol, soms stonden er wel drie of vier albums (met exotische hoezen met het model Sandra Warner erop) tegelijk op de hitlijsten. Denny had ook hitsingles met "A Taste of Honey"", "The Enchanted Sea" en "Ebb Tide". Na 1970 maakte hij nog maar een paar albums; de laatste verscheen in 1990.

### Overlijden
Denny overleed op 2 maart 2005 in Honolulu. Na een besloten herdenkingsdienst werd zijn as op zee verstrooid.

## Invloed
Het nummer "Firecracker" zou voor Haruomi Hosono een motief zijn geweest om Yellow Magic Orchestra op te richten. In 2008 verklaarde de groep 808 State dat Martin Denny een invloedsbron was geweest voor hun hit "Pacific State" (1989).

## Discografie (selectie)
- Exotica, Liberty LRP-3034
- Exotica—II, Liberty LRP-3077
- Forbidden Island, Liberty LST-7001
- Primitiva, Liberty LST-7023
- Hypnotique, Liberty LST-7102
- Afro-Desia, Liberty LST-7111
- Exotica—III, Liberty LST-7116
- Quiet Village, Liberty LST-7122
- The Enchanted Sea, Liberty LST-7141
- Exotic Sounds from the Silver Screen, Liberty LST-7158
- Exotic Sounds Visit Broadway, Liberty LST-7163
- Exotic Percussion, Liberty LST-7168
- Romantica, Liberty LST-7207
- Martin Denny in Person, Liberty LST-7224
- A Taste of Honey, Liberty LST-7237
- Another Taste of Honey, Liberty LST-7277
- The Versatile Martin Denny, Liberty LST-7307
- A Taste of Hits, Liberty LST-7328
- Latin Village, Liberty LST-7378
- Hawaii Tattoo, Liberty LST-7394
- Spanish Village!, Liberty LST-7409
- 20 Golden Hawaiian Hits, Liberty LST-7415
- Martin Denny!, Liberty LST-7438
- Hawaii Goes A-Go-Go!, Liberty LST-7445
- Golden Greats, Liberty LST-7467/LRP-3467
- Exotica Classica, Liberty LST-7513
- A Taste of India, Liberty LST-7550
- Exotic Love, Liberty LST-7585
- Exotic Moog, Liberty LST-7621
- Paradise Moods, Sunset Records SUS-5102